# Nudelfabrik C. & F. Tosetti

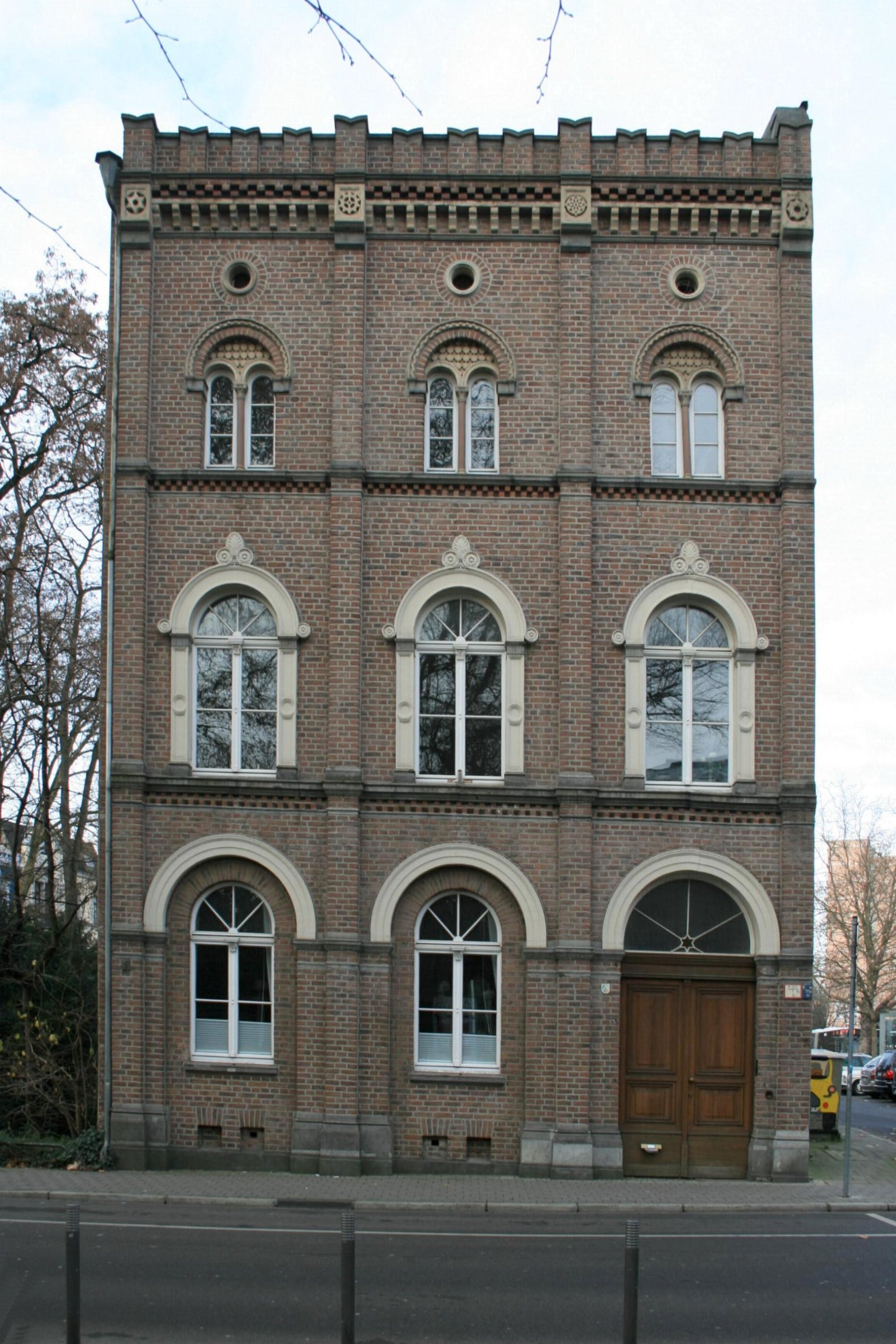
Nudelfabrik C. & F. Tosetti

Die Nudelfabrik C. & F. Tosetti an der Neustraße 25 in Neuss, gegenüber der Alten Post, ist seit 1993 ein Baudenkmal. Es wurde vermutlich 1862/63 von Franz Tosetti errichtet. Die beiden Brüder Caspar (* 1821) und Franz (* 1826), deren Familie vom Comer See in der Lombardei stammte, hatten die Firma C. & F. Tosetti Nudel-Fabrik und Handlung in oberländischen Produkten 1863 nach dem Tode ihrer Eltern gegründet. Das Gebäude ist 3 ½-geschossig und war früher in eine Häuserzeile eingebunden. 
Im Zweiten Weltkrieg führte ein Bombentreffer zu erheblichen Schäden im Inneren des Gebäudes. Zu diesem Zeitpunkt war die Produktion schon eingestellt.